# Imitoceras
Imitoceras – rodzaj głowonogów z wymarłej podgromady amonitów, z rzędu Goniatitida.
Żył na przełomie dewonu i karbonu (famen - turnej).